# Le fatiche di Ercole
Le fatiche di Ercole (bra: As Façanhas de Hércules ou, simplesmente, Hércules) é um filme ítalo-espanhol de 1958, dos gêneros aventura e fantasia, dirigido por Pietro Francisci para a Federico Teticom, com trilha sonora de Enzo Masetti e fotografia de Mario Bava.

## Sinopse
Inspirado na Mitologia Grega, o filme enfoca a figura de Hércules, o filho de Zeus que se tornou famoso graças à sua força descomunal, e que, até sua morte trágica, protagonizou inúmeras façanhas, como os famosos doze trabalhos, aqui misturados com a lenda de Jasão e o velo de ouro.

## Elenco
- Steve Reeves  - Hércules
- Sylva Koscina  - Iole
- Fábrizio Mioni  - Jasão
- Ivo Garroni  - Pelias
- Arturo Dominici  - Eristeu
- Gabrielle Antonini  - Ulisses
- Gianna Maria Canale  - Antea
- Andrea Fantasia  - Laertes
- Aldo Fiorelli  - Argos
- Gino Nattera       - Orfeu
- Afro Polli         - Chiron